# Averoizam
Averoizam  se odnosi na školu srednjovekovne filozofije zasnovanu na primeni dela andaluzijskog filozofa iz 12. veka Averoesa (poznatog u svoje vreme na arapskom kao ابن رشد, ibn Rušd, 1126–1198) komentatora Aristotela, u latinska hrišćanska sholastika.
Latinski prevodi Averoesovog dela postali su široko dostupni na univerzitetima koji su nicali u zapadnoj Evropi u 13. veku, a primili su ih sholastičari kao što su Siger od Brabanta i Boecije iz Dakije, koji su ispitivali hrišćanske doktrine kroz rasuđivanje i intelektualnu analizu.
Termin averoista je skovao Toma Akvinski u ograničenom smislu doktrine averoista o „jedinstvu intelekta“ u svojoj knjizi De unitate intellectus contra Averroistas. Na osnovu ovoga, averoizam je postao skoro sinonim za ateizam u kasnosrednjovekovnoj upotrebi.
Kao istoriografsku kategoriju, averoizam je prvi definisao Ernest Renan u Averroès et l'averroïsme (1852) u smislu radikalnog ili heterodoksnog aristotelizma.

## Literatura
- Hasse, Dag Nikolaus (2014). „Influence of Arabic and Islamic Philosophy on the Latin West”.  Ур.: Edward N. Zalta. The Stanford Encyclopedia of Philosophy. Metaphysics Research Lab, Stanford University.

## Spoljašnje veze
- Avicenna and Averroes: latin averroism
- Averroism from the Routledge Encyclopedia of Philosophy
- Jewish Averroism, Routledge Encyclopedia of Philosophy
- Averroism from the Jewish Encyclopedia (1906) - Averroism and the philosophy of Judaism.
- "The Eternal Conversation", a personal account of Averroism in the Medieval and Modern Jewish intellectual tradition.